# Risalpur
Risalpur é uma cidade do Paquistão localizada localizada na Província de Caiber Paquetuncuá.